# میشل کراپن
میشل کراپن (آلمانی: Michelle Kroppen؛ زادهٔ ۱۹ آوریل ۱۹۹۶) کماندار اهل آلمان است.